# Shut Eye
Shut Eye es una serie de televisión americana creada por Leslie Bohem, que se transmite en el servicio de streaming Hulu. Se le dio un orden de 10 episodios directo a la serie. Los diez episodios estuvieron disponibles el 7 de diciembre de 2016. Una segunda temporada fue ordenada el 20 de marzo de 2017 que fue lanzado el 6 de diciembre de 2017. La serie fue dirigida originalmente por David Hudgins como showrunner durante la primera temporada antes de ser reemplazado por John Shiban para la segunda temporada. El 30 de enero de 2018, la serie fue cancelada después de dos temporadas. En Latinoamérica se estrenó el 6 de diciembre de 2017 en Fox Premium Series. En España, la serie estrenó el 14 de junio de 2018 en Orange Series.

## Sinopsis
La serie se centra en la vida del mago fracasado Charlie Haverford (Jeffrey Donovan), quien ahora trabaja como psíquico y de repente comienza a tener visiones reales.

## Reparto y personajes

### Principales
- Jeffrey Donovan como Charlie Haverford.[8]
- KaDee Strickland como Linda Haverford, la esposa de Charlie.[9]
- Angus Sampson como Fonso.[10]
- David Zayas como Eduardo Bernal.[11]
- Susan Misner como Dr. Nora White, una neurocientífica.[12]
- Emmanuelle Chriqui como Gina, una hipnotista. (temporada 1, recurrente temporada 2).[12]
- Isabella Rossellini como Rita.[13]
- Dylan Ray Schmid como Nick (temporada 2).
- Havana Guppy como Drina (temporada 2).

### Recurrente
- Layla Alizada como Simza (15 episodios).
- Mel Harris como Nadine Davies (9 episodios).
- Zak Santiago como White Tony (8 episodios).
- Aasif Mandvi como Pazhani 'Paz' Kapoor (6 episodios).

## Producción
Después de la primera temporada, John Shiban reemplazó a David Hudgins como showrunner.

### Música
La música de la serie fue compuesta por Ben Decter. Fue reemplazado por Joseph Stephens para la temporada 2.